# Opuntia quitensis
Opuntia quitensis es una especie fanerógama perteneciente a la familia Cactaceae. Es nativa de Sudamérica en Perú y Ecuador.

## Descripción
Opuntia quitensis  se extiende con pequeños tallos, formando matorrales grandes con un tamaño de 0,4 a 3 metros de altura. Los cladodios son aplanados, alargados y casi circulares están desnudos y bien conectados. Miden de 6 a 40 cm de largo y 5 a 13 cm de ancho. Desde las areolas surgiendo gloquidios de color marrón, de 2 a 4 milímetros de largo, con de dos hasta siete espinas que a veces faltan, como agujas y en la parte superior unas pocas barbas. Son de color blanco amarillento, aplanadas en la parte superior de  0,5 a 8 centímetros. Las flores unisexuales, de color rojo anaranjado a amarillo-naranja miden de 2,3 a 7 centímetros de largo y tienen diámetros de 1 a 2.5 centímetros. Los frutos tienen forma de barril, de color marrón-verde y están teñidas de rojizo. Están adornadas con gloquidios y, a veces espinas o cerdas. Los frutos miden de 2,5 a 4 cm de largo y  de 2 a 4 cm de diámetro.

## Taxonomía
Opuntia quitensis fue descrita por Frédéric Albert Constantin Weber y publicada en Dictionnaire d'Horticulture 894 en 1898.
Etimología
Opuntia: nombre genérico  que proviene del griego usado por Plinio para una planta que creció alrededor de la ciudad de Opus en Grecia.
quitensis: epíteto geográfico que alude a su localización en Quito.
Sinonimia
- Platyopuntia quitensis
- Opuntia macbridei[4]